# Стригой
Стриго́й (рум. strigoi, молд. стрига) — в молдавской и румынской мифологии вампир, ведьма, в которых превращаются повешенные люди (ср. Заложные покойники).
Стригоайка (ж. р., рум. strigoaică) — ведьма, колдунья. В некоторых областях Румынии стригоев также называют мороями.

## Этимология названия
Слова стригой и стригоайка произошли от рум. strigă (ведьма, сова-сипуха), которое в свою очередь произошло от лат. strix — слова, также означавшего сову-неясыть, которая, по римскому поверью, высасывает кровь у детей.

## О стригоях
В румынской мифологии у стригоев рыжие волосы, голубые глаза и два сердца. По другим данным, стригои могут иметь различную внешность. Стригоями становятся люди, одержимые нечистой силой, которые после смерти начинают выходить из могилы, пьют кровь людей, мучают их, насылают кошмары.
Основной признак стригоя — это отсутствие следов тления захороненного тела. Также есть сведения о том, что при попытке убить стригоя он начинает двигаться, издавать звуки. Для поиска стригоя по кладбищу проводят лошадь, чтобы она перешагивала через могилы. Если лошадь начинает упираться, вставать на дыбы, не желая перешагнуть через могилу, то это указывает на то, что в этой могиле стригой. Чтобы убить стригоя, ему отрезают голову и кладут лицом вниз. Также вырезается и сжигается сердце или втыкается кол в сердце. Кол обычно бывает деревянный, хотя в Румынии находили захоронения с железным колом в области сердца.

## Связь с мифологией других народов
Стрига (пол. strzyga) — персонаж карпато-балканской демонологии, совпадающий по основным признакам с ведьмой. Поверья о штригe известны в Словакии, южной Польше, Словении, Хорватии. По представлениям поляков Подгалья, стрыга — злая колдунья, способная отбирать молоко у чужих коров и овец, нападать на спящих детей и пить их кровь, насылать болезни на людей и скот. В западноукраинских и словацких диалектах стригой называют ночную бабочку и считают её душой ведьмы, вылетевшей из тела спящей женщины, чтобы вредить людям. Наряду с этим, словом стрига нередко обозначался дух умершего человека, вампир, ночной призрак либо душа умершей ведьмы. Белорусы считали её духом, который враждебно относится к беременным женщинам, и может ночью украсть или подменить ребёнка. Словаки верили, что стриг можно увидеть через отверстие от сучка  в гробовой доске или через замочную скважину церковной двери в полночь накануне дня святой Люции. По словацким верованиям, стриги особенно опасны для людей в период со дня св. Люции (13.XII) до Рождества.
Штрига (алб. shtrigë) была вампироподобным существом, известным в Албании. Она была подобна стригону — ведьме, живущей среди южных славян, особенно в Словении, стригою — в Румынии и въештице — в Черногории. Хотя Албания и не славянская страна, албанская мифология кое-что переняла из мифологии славянских соседей. Слово «стригия», которое имеет латинское происхождение и означает в оригинале «кричащая сова», относилось к летающему демону, нападающему по ночам. Албанская штрига обычно принимала образ женщины и проживала неопознанной в обществе. Её было трудно распознать, хотя верным знаком были седеющие волосы у девушки. Она нападала по ночам, обычно в виде животного, такого, как ночная бабочка, муха или пчела. Сообщалось о способах её обнаружения. В день, когда всё общество собиралось в церкви, к дверям должен был быть прикреплён крест из костей свиньи. Любая штрига, которая есть внутри, окажется в ловушке, так как будет не в состоянии пройти мимо этого барьера. Второе: если кто-то следует за подозреваемой штригой ночью, то её в какой-то момент вырвет кровью, которую она высосала из своих жертв. Таким образом, её суть будет установлена. Кроме того, собранная кровь становится эффективным амулетом от ведьм. Штригу можно убить калёным железом или освящённой сталью только в тот момент, когда она ест.
Слово «стрига» заимствовано славянами из восточнороманских языков.
В некоторых районах Русского Севера и Поволжья известен термин «стрига» (по-видимому, от глагола «стричь»), относящийся к колдунье-пережинщице, которая в ночь на Ивана Купалу тайком ото всех состригала колосья в чужом поле, перенимая в свою пользу урожай.